# Шалена п'ятниця (фільм, 1995)
Шале́на п'я́тниця (англ. Freaky Friday) — комедійний телефільм 1995 року на основі роману Мері Роджерс «Шалена п'ятниця», рімейк фільму «Шалена п'ятниця» 1976 року.

## Синопсис
Еллен Ендрюс та її дочка Аннабель не ладнають одна з одною через різні погляди на життя. Пара магічних амулетів, отриманих від близького друга Еллен Білла, змушує їх обох помінятися тілами на день. Це сталося у п’ятницю 13-го, коли Еллен і Аннабель у різних місцях одночасно сказали одна про одну: «Добре було б пожити її життям». В іншому тілі вони відчувають справжнє життя одна одної.

## У ролях
| Актор           | Роль                         |
| --------------- | ---------------------------- |
| Шеллі Лонг      | Еллен Ендрюс                 |
| Гебі Гоффманн   | Аннабель                     |
| Алан Розенберг  | Білл                         |
| Сандра Бернгард | Фріда Дебні                  |
| Ейлін Бреннан   | директор школи місіс Гендель |
| Керол Кейн      | Ліанн Футтерман              |
| Ендрю Кіган     | Люк                          |
| Дру Кері        | податковий інспектор         |

## Цікаві факти
- Порівняно з оригіналом, у цій версії фільму основним захопленням Аннабель є стрибки у воду замість катання на водних лижах, що відіграє велику роль у кульмінації фільму. Крім того, в оригінальному фільмі (і книзі) Еллен і Білл одружені, і Білл є батьком Аннабель, тоді як у цій екранізації Еллен є матір’ю-одиначкою, а Білл – її новим коханим.
- У цьому фільмі також пояснюється, як Еллен і Аннабель помінялися тілами.